# 福音書著者
在基督宗教傳統中，福音書著者或譯聖史（英語：Evangelists），是指新約聖經中四部福音書的作者，包括馬太、聖馬爾谷、路加、福音書作者約翰。在傳統基督教美術中，福音書著者各有不同的象徵。西方基督教中，馬太的象徵是人（天使）、聖馬爾谷是獅子、路加是公牛、約翰則是鷹。其中人象徵耶穌基督的降生、牛象徵動物的犧牲、獅子象徵耶穌基督的復活、鷹則象徵耶穌基督的升天。

## 外部連結
- The Four Evangelists in Stained Glass
- Catholic Encyclopedia: Evangelist （页面存档备份，存于）
- PBS Frontline: The Story of the Storytellers （页面存档备份，存于）
- The Four Evangelists （页面存档备份，存于） at the Christian Iconography （页面存档备份，存于） web site